# 557
Cette page concerne l'année 557  du calendrier julien. Pour l'année 557 av. J.-C., voir 557 av. J.-C. Pour le nombre 557, voir 557 (nombre).
L'année 557 est une année commune qui commence un lundi.

## Événements

### Asie
- 14 février[1] : en Chine, Yumen Jue dépose le dernier empereur des Wei de l'Ouest et crée la dynastie Zhou du Nord (557-581)[2].
- 16 novembre : dans le Sud de la Chine, Chen Baxian (en), après l'abdication du dernier empereur Liang (12 novembre), chasse les prétendants au trône et établit sa propre dynastie, les Chen (557-589)[3].

### Europe
- Juin, guerre lazique : Justin, fils de Germain, lui succède comme généralissime en Lazique et maître des milices d'Arménie[4]. Une nouvelle trêve est conclue entre la Perse et l'empire byzantin avant la signature d'un traité de paix définitif en 561[5]. Les Avars envoient une ambassade à Justin par l'intermédiaire du roi des Alains du Caucase, Saros. L'empereur Justinien demande de la recevoir à Constantinople où elle arrive en janvier 558[6].
- 14 - 23 décembre[4] : Constantinople subit un troisième tremblement de terre (après ceux des 2 avril et 6 octobre)[7]. Des quartiers entiers sont détruits, ce qui provoque la panique de la population. La coupole de la grande église de Sainte-Sophie, endommagée, s'écroule en 558.

- Constitution d'un patriarcat d'Aquilée autocéphale, en réaction contre les décisions du deuxième concile de Constantinople[8].